# سباق طواف فرنسا 1947
سباق طواف فرنسا 1947 من سلسلة سباقات سباق طواف فرنسا. أقيم هذا السباق في تاريخ 25 يونيو - 20 يوليو 1947 على 21 مراحل. بعد مرور 148 ساعة و11 دقيقة و25 ثانية وبعد طي 4640 كم بمتوسط 31.412 كم في الساعة فاز بالميدالية الذهبية جيان روبيك من فرنسا، فيما حصد إدوارد فاتشليتنير من فرنسا الميدالية الفضية، وكانت الميدالية البرونزية من نصيب بيير برامبيا من إيطاليا.

## الميداليات
| ذهب                | فضة                       | برونز                  |
| جيان روبيك - فرنسا | إدوارد فاتشليتنير - فرنسا | بيير برامبيا - إيطاليا |